# Simge Yılmaz
Simge Yılmaz (ur. 30 września 1988) – turecka zapaśniczka walcząca w stylu wolnym. Zajęła ósme miejsce na mistrzostwach świata w 2009. Piąta na mistrzostwach Europy w 2006. Mistrzyni śródziemnomorska w 2011. Mistrzyni świata i trzecia na ME juniorów w 2008 roku.